# Pampa de Jumana
La Pampa de Jumana in Perù è una pianura situata nella regione di Ica, nella parte meridionale del paese, 400 km a sud-est di Lima, la capitale del paese.
Il clima è caldo con una temperatura media è di 27 °C. Il mese più caldo è gennaio con 31 ° C, e quello più freddo luglio con 20 °C. La piovosità media è di 64 millimetri all'anno. Il mese più piovoso è febbraio, con 20 millimetri di pioggia, e maggio il meno piovoso, con 1 millimetro.